# 杰西沃尔
杰西•沃尔（1974年5月6日—），是一名美国籍艺术家，专业于绘画，电影和音乐。他的短片电影El Angel曾在洛杉矶的当代艺术博物馆所举办的第5届LA Freewaves节庆中展出，同时他的作品也曾出现在电视和其他媒体上。

## 生平
1974年出生在伯克利 (加利福尼亞州)。从90年代初，他在洛杉矶市学院，帕萨迪纳市立学院，东洛杉矶学院和旧金山城市学院就读。在这个期间，沃尔开始与各种媒体合作和进行各种艺术的创造。他的电影“El Angel”，以旧式无声的形式进行拍摄，记录了洛杉矶的诞生，高峰和衰退，同时也评论了贪婪行为如何腐蚀了艺术和商业，这部电影在1997年第5届LA Freewaves节庆中展出（在洛杉矶的当代艺术博物馆中举办）。他在2000年从旧金山州立大学毕业后，就在欧洲生活了一段时间，之后就回到了美国。2015年时，沃尔参与了在布莱顿大学所举办的艺术大师艺术展览会。
沃尔的电影短片和物理作品被用来作为教科材料。其中一个是他所创造的艺术棱镜，曾在2009年被BBC作为教学材料出现在的火箭科学纪录片里。在2012年，他所拍摄的亚马逊雨林视频被国家地理频道的节目“360度环绕世界遗产”第一集中播出。他的一幅画作，马丁•约翰逊•赫德的修改画，被用作成为劳伦拉布所著写的书《The Rise and Fall of the Trevor Whitney Gallery》的封面。

### 概念风格
沃尔套用拉丁文“pulchrism 唯美主义”（记载在The Athenaeum 和约翰•巴顿的期刊）来形容他的作品；他将这个术语定义为“艺术的目的就是理想化绝对的美”的一种艺术理论。沃尔所描述的“唯美主义”与“反概念主义”和他在现代主义中对丑陋的庆典形成了强烈的对比。

## 展览

### 影片
- 1997年 – 群组展览， El Angel – 第5届洛杉矶Freewaves节庆
- 2003年 – 艺术电影银幕，Nanay – 环境研究中心，布朗大学，罗德岛
- 2008年 – 艺术电影银幕 – El Angel和Hydrophobe, Pill Awards – 纽约市

### 视觉艺术
- 1997年 – 个人展览 – 非淫画廊免费展览，洛杉矶
- 2015年 – 群组展览，Posthumous，布莱顿大学，英国
- 2015年 –展览，Butterflies – Ingeborg Verlad，霍恩巴特迈恩贝格， 德国
- 2015年 – 群组展览，Beauty Sublime，大检阅画廊 – 布莱顿，英国

### 文字作品
- 杰西•沃尔：Portrait of an Artist and His Strivings for Pulchrism (2011年), ISBN 978-1621545668
- 唯美主义：Championing Beauty as The Purpose of Art (2015年), ISBN 978-1943730049
- 画作: 2013 (2013年), ISBN 9781630412272
- 画作：2014 (2015年)
- 画作：2015 (2016年)